# ذبه (شوش)
ذبه یک روستا در ایران است که در شهرستان شوش استان خوزستان واقع شده‌است. ذبه ۱٬۰۰۶ نفر جمعیت دارد.

## جمعیت
این روستا در دهستان حسین‌آباد (شوش) قرار دارد و براساس سرشماری مرکز آمار ایران در سال ۱۳۸۵، ۱۰۰۶ نفر (۱۷۶ خانوار) جمعیت داشته‌است.